# Spedizione Challenger

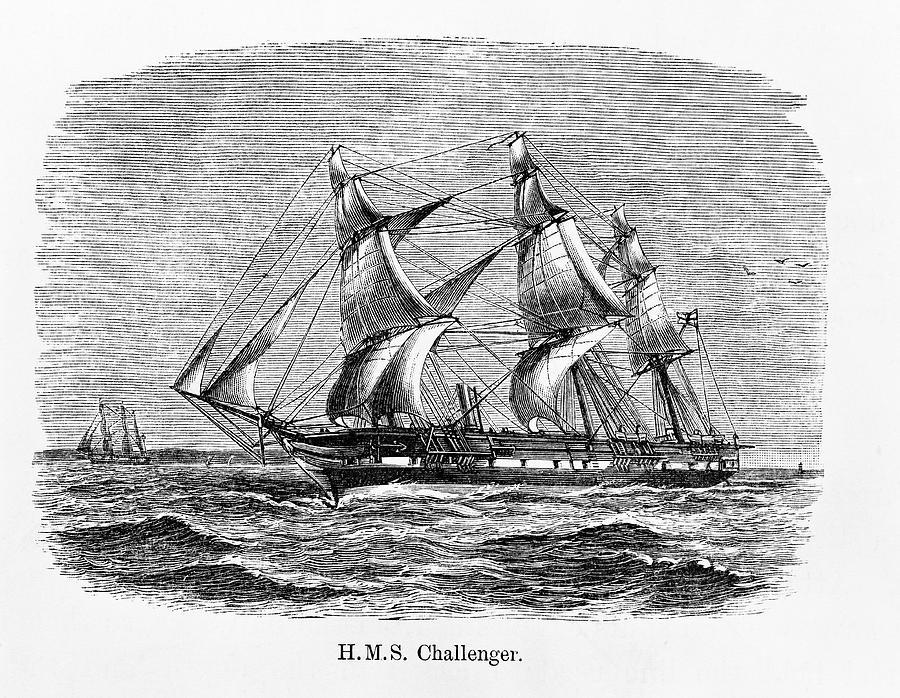
Un'illustrazione della nave.

La spedizione Challenger del 1872-1876 è stata una spedizione scientifica che portò a numerose scoperte gettando le basi dell'oceanografia.
Incentivata dallo scozzese Charles Wyville Thomson dell'Università di Edimburgo e della Merchiston Castle School, la Società Reale di Londra ottenne l'uso di una nave, l'HMS Challenger, dalla Royal Navy e nel 1872 la adattò alla ricerca scientifica, equipaggiandola con laboratori separati di chimica e storia naturale.
La nave, comandata dal capitano George Nares, salpò da Portsmouth, Inghilterra, il 21 dicembre 1872.
Sotto la supervisione scientifica dello stesso Thomson viaggiò per circa 70 000 miglia nautiche (130 000 chilometri) effettuando rilievi ed esplorazioni. Il risultato fu il Rapporto dei Risultati Scientifici del Viaggio di Esplorazione dell'H.M.S. Challenger negli anni 1873-76 che, tra molte altre scoperte, catalogò oltre 4 000 specie precedentemente sconosciute. John Murray, che supervisionò la pubblicazione, descrisse la relazione come "il più grande progresso per la conoscenza del nostro pianeta dopo le celebrate scoperte del quindicesimo e del sedicesimo secolo".
Il Challenger terminò il suo viaggio a Spithead, Hampshire, il 24 maggio 1876, dopo aver speso 713 giorni al largo sui 1 606 trascorsi. Durante il suo viaggio di 68 890 miglia nautiche (127 580 chilometri) fece 497 esplorazioni in acque profonde, 133 dragaggi dei fondali, 151 operazioni di pesca in mare aperto, 263 osservazioni seriali della temperatura dell'acqua, e scoprì circa 4 717 nuove specie marine. Copie delle relazioni scritte della Spedizione Challenger sono ora conservate in molte istituzioni marittime nel Regno Unito, come il National Oceanography Centre a Southampton e il Dove Marine Laboratory a Cullercoats, Tyne and Wear.
Il modulo lunare LEM della missione Apollo 17 e in seguito lo Space Shuttle Challenger presero il nome dall'HMS Challenger.